# Akimerus
Дібровник (лат. Akimerus, (Laicharting, 1784)) — рід жуків з родини Скрипунових. Відповідно до даних молекулярної філогенії, ґрунтованої на аналізі за генами 12S RNA + 16S rRNA + COI + 18S rRNA + 28S rRNA, рід Дібровник є близько спорідненим до родів Дупляник (Rhamnusium) і Оксамитець (Enoploderes).
В Україна відомий лише один вид:
- Дібровник Шефферів — Akimerus schaefferi (Laicharting, 1784)